# Garibaldo Nizzola
Garibaldo Nizzola (ur. 3 grudnia 1927 w Genui, zm. 26 grudnia 2012 tamże) – włoski zapaśnik walczący w stylu wolnym. Czterokrotny olimpijczyk. Czwarty w Londynie 1948; piąty w Melbourne 1956; szósty w Rzymie 1960; odpadł w eliminacjach w Helsinkach 1952. Walczył w kategorii do 67 kg.
Srebrny medalista mistrzostw świata w 1951; szósty w 1957. Czwarty na mistrzostwach Europy w 1949. Wicemistrz  igrzysk śródziemnomorskich w 1951. Trzeci w Pucharze Świata w 1958 roku.
Był synem Marcello Nizzoli, zapaśnika i medalisty olimpijskiego z Los Angeles 1932.